# Federazione francese delle associazioni filateliche
La Federazione francese delle associazioni filateliche (Fédération française des associations philatéliques) è un raggruppamento di 700 associazioni filateliche francesi. Essa organizza esposizioni e concorsi di collezionisti riconosciuti dalla Federazione internazionale di filatelia.
Nel 1926 è tra le sette federazioni fondatrici della Federazione internazionale di filatelia. Essa è membro dell'Associazione per lo sviluppo della filatelia e rappresenta i collezionisti francesi.
La Federazione delle società filateliche francesi fu fondata durante il Congresso di Parigi del 5 giugno 1922 dopo il fallimento di una Federazione francese di filatelia, fondata dalla Società francese di timbrologia di Jacques Legrand durante la fine del XIX secolo. Ha assunto tale denominazione nel 1995.
Dal 1952 la Federazione edita la rivista Filatelia francese.
Le persone membri di un'associazione affiliata alla Federazione possono partecipare a concorsi d'esposizione e portare dei vincitori regionali a delle esposizioni internazionali. In queste competizioni il collezionista ha un telaio dove c'è un album che contiene 12 fogli di cartone di 25x30.